# Catuna ogrugae
Catuna ogrugae är en fjärilsart som beskrevs av Hall 1935. Catuna ogrugae ingår i släktet Catuna och familjen praktfjärilar. Inga underarter finns listade i Catalogue of Life.